# Liste der Gouverneure von Heilongjiang
Dies ist die Liste der Gouverneure der chinesischen Provinz Heilongjiang.
| Name          | Amtszeit  |
| ------------- | --------- |
| Shao Qihui    | 1989–1995 |
| Tian Fengshan | 1995–1999 |
| Song Fatang   | 2000–2003 |
| Zhang Zuoji   | 2003–2007 |
| Li Zhanshu    | 2008–2010 |
| Wang Xiankui  | 2010–2013 |
| Lu Hao        | 2013–2018 |
| Wang Wentao   | 2018–     |